# Syrinx (médecine)
 (décembre 2017).
Si vous disposez d'ouvrages ou d'articles de référence ou si vous connaissez des sites web de qualité traitant du thème abordé ici, merci de compléter l'article en donnant les références utiles à sa vérifiabilité et en les liant à la section « Notes et références ».
Pour les articles homonymes, voir Syrinx.
 Mise en garde médicale
Un syrinx  est une cavité neurogliale remplie de fluide à l'intérieur de la moelle épinière (dont l'atteinte peut être responsable d'une syringomyélie), dans le tronc cérébral (dont l'atteinte peut être responsable d'une syringobulbie), ou dans les nerfs du coude, habituellement chez la personne jeune.

## Présentation
Les symptômes se déclarent généralement de manière insidieuse entre l'adolescence et l'âge de 45 ans. La syringomyélie se développe au centre de la moelle épinière, causant un syndrome centro-medullaire. Des déficits de sensibilité thermo-algique apparaissent précocement mais peuvent mettre des années à être identifiés. La première anomalie identifiée peut être une brûlure ou une coupure ne générant pas de douleur. La syringomyélie entraine habituellement une faiblesse, une atrophie et souvent des fasciculations et une hyporéflexie des mains et des bras ; un déficit de la sensibilité thermo-algique en « cape » au niveau des épaules, des bras et du dos est également caractéristique. Le tact épicritique, la pallesthésie et la proprioception ne sont pas affectées. Au long cours, une faiblesse spastique des jambes se développe. Les déficits peuvent être asymétriques.
La syringobulbie peut causer des vertiges, un nystagmus, une perte unilatérale ou bilatérale des sensations faciales, une atrophie et une faible linguale, une dysarthrie, une dysphagie, un enrouement et parfois des déficits moteurs ou sensoriels périphériques du fait d'une compression médullaire.

## Cause
La syringomyélie apparait lorsque le liquide cérébro-spinal, qui circule normalement autour de la moelle épinière et du cerveau, transportant les nutriments et les déchets, se collectionne dans une petite zone de la moelle épinière et forme un pseudokyste.
Un certain nombre de maladies peuvent entrainer une obstruction du flux normal du liquide cérébro-spinal, le redirigeant vers la moelle épinière elle-même, entrainant la formation d'un syrinx. le liquide cérébro-spinal remplit le syrinx. Les différences de pression le long de l'épine dorsale causent des mouvements de liquide à l'intérieur du kyste. Les spécialistes supposent que ces mouvements continuels de fluides entrainent une croissance du kyste et ainsi une aggravation des dommages à la moelle épinière.
En cas de syringomyélie, le syrinx peut s'étende et s'allonger au fil du temps, détruisant la moelle épinière. Ces atteintes peuvent entrainer des douleurs, des faiblesses et des rigidités dans le dos, les épaules, les bras ou les jambes. D'autres symptômes peuvent se manifester par des maux de têtes, l'incapacité à percevoir les températures extrêmes, particulièrement dans les mains. Ces symptômes varient en fonction de l'étendue et de la localisation du syrinx sur la moelle épinière.
Les syrinx résultent généralement de lésions qui obstruent partiellement le flux de LCR. Au moins la moitié des syrinx s'observe chez les patients porteurs d'anomalies congénitales de la jonction craniocervicale (telles que la hernie du tissu cérébelleux dans le canal médullaire, appelée malformation d'Arnold-Chiari), du cerveau (tels que les encéphalocèles), de la moelle épinière (comme les myeloméningocèles). Pour des raisons inconnues, ces anomalies congénitales s'étendent souvent durant l'adolescence ou chez les jeunes adultes. Un syrinx peut se développer chez des patients porteurs d'une tumeur médullaire, d'une cicatrice due à un précédent traumatisme médullaire, ou encore pour des raisons inconnues. Près de 30 % de personnes présentant une tumeur médullaires développent un syrinx.
La syringomyélie est une cavité longitudinal intermédiaire, généralement irrégulière. Elle affecte le plus souvent les régions thoraciques et cervicales mais peut s'étendre plus bas ou plus haut dans le tronc cérébral (syringobulbie). La syringobulbie, qui est une affection rare, se présente généralement comme une fente dans la partie basse du tronc cérébral pouvant perturber ou compresser les nerfs crâniens les plus bas ou les voies afférentes sensitives ou efférentes motrices.

## Diagnostic
Un syndrome centro-médullaire inexpliqué ou tout autre déficit neurologique caractéristiques peuvent suggérer un syrinx, en particulier les déficits de sensibilité thermoalgique distribués en cape. Une IRM de l'intégralité de la moelle épinière et du cerveau confirme ce diagnostique. 

## Traitement
Les causes sous-jacentes (telles que les anomalies de la jonction craniocervicale, les cicatrisations postopératoires, les tumeurs médullaires) sont traitées lorsque cela est possible. Une décompression chirurgicale du trou occipital et de la moelle épinière cervicale haute est le seul traitement efficace, mais la chirurgie ne peut généralement pas inverser les détériorations neurologiques sévères.

## Étymologie
Syrinx du grec ancien συριγγόω / syringóō, « se creuser en forme de fistule » signifie communément « tube ». C'est également de cette racine que dérive le mot « seringue »